# Zsarnó
Zsarnó (szlovákul: Žarnov) község Szlovákiában, a Kassai kerület Kassa-környéki járásában.

## Fekvése
Kassától 30 km-re délnyugatra, a Bódva bal partján, a magyar határ mellett fekszik.

## Története
A régészeti leletek tanúsága szerint területén a paleolit, a neolit korban, majd később a hallstatt és a római korban is éltek emberek.
A mai települést 1332-ben említik először, Torna várának uradalmához tartozott, majd helyi nemesek birtoka volt. 1427-ben 28 portája adózott. 1660-ban 11 család élt a faluban. 1828-ban 89 háza és 811 lakosa volt, akik főként földműveléssel, mezőgazdasággal foglalkoztak.
A 18. század végén Vályi András így ír róla: „ZSARNÓ. Magyar falu Torna Várm. lakosai katolikusok, és reformátusok, fekszik Tornához 1/2 mértföldnyire; határja jó búzát; és rozsot terem, fája elég van."
Fényes Elek 1851-ben kiadott geográfiai szótárában így ír a faluról: „Zsarnó, Abauj-Torna v. magyar f. a Bodva mellett, Tornához keletre 3/4 mfdnyire: 365 kath., 381 ref., 39 zsidó lak. Ref. anya- és kath. fil. egyház. Több uri lakások. Első osztálybeli határ. F. u. Jakabfalvy, Fáy, Pap, Szendrey s. m. Ut. p. Meczenzéf."
Borovszky monográfiasorozatának Abaúj-Torna vármegyét tárgyaló része szerint: „Zsarnó, 86 házzal és 512 magyar lakossal. Postája és távirója Torna. A község róm. kath. templomát 1822-ben Koós Károly épittette. A ref. templom 1810-ben készült. Itt van Koós József nagybirtokos, a régi Torna-vármegye volt alispánjának kastélya, mely a Bódva-völgy fölött mintegy 60 méter magas dombtetőn áll és gyönyörü kilátást nyújt a Bódva-völgyén át Szepsi, Torna, a szádelői és áji völgy felé. A kastélyt Koós Károly építtette 1822-ben. Kies fekvésü parkjában, melyet a Bódva szel át, egy 30 méter mély elzárt barlang van, továbbá egy sziklába vájt remetelak az eremitázsokban szokásos kőpaddal és tüzhelylyel. Ez üregben emberi csontmaradványokat találtak. A kerti kápolnában a tulajdonos egy 1520-ból való zászlót és oltárdiszt őriz, melyek a késmárki Thököly-vár kápolnájából származnak. A sárosi Rákóczy-várból egy aranyozásokkal diszitett karosszéket és egy sisakot találunk itt, továbbá számos régi fegyvert, czimert és egyéb érdekes régiségeket, képeket, térképeket. Koós József birtokához tartozik még az itteni fekete márványbánya és a homokbánya, melynek homokját a dernői és meczenzéfi vasöntők használják."
A trianoni diktátumig Abaúj-Torna vármegye Tornai járásához tartozott. 1938 és 1944 között ismét Magyarország része.
A háború idején a falut súlyos károk érték. 1946-ig kőbánya és malom, 1955-ig fűrésztelep működött a településen.

## Népessége
| Év:            | 1994. | 2004.    | 2014.   | 2024.   |
| -------------- | ----- | -------- | ------- | ------- |
| Emberek száma: | 364   | 419      | 417     | 451     |
| Eltérés:       |       | +15,10 % | -0,47 % | +8,15 % |

| Év:            | 2023. | 2024.   |
| -------------- | ----- | ------- |
| Emberek száma: | 453   | 451     |
| Eltérés:       |       | -0,44 % |

1910-ben 520-an, túlnyomórészt magyarok lakták.
2001-ben 414 lakosából 310 magyar és 104 szlovák.
2011-ben 405 lakosából 282 magyar és 106 szlovák.

## Neves személyek
- Itt született 1787-ben Apostol Pál református lelkész, a Tiszáninneni református egyházkerület püspöke.
- Itt született 1802-ben Zsarnay Lajos református lelkész, a Tiszáninneni református egyházkerület püspöke.

## Nevezetességei

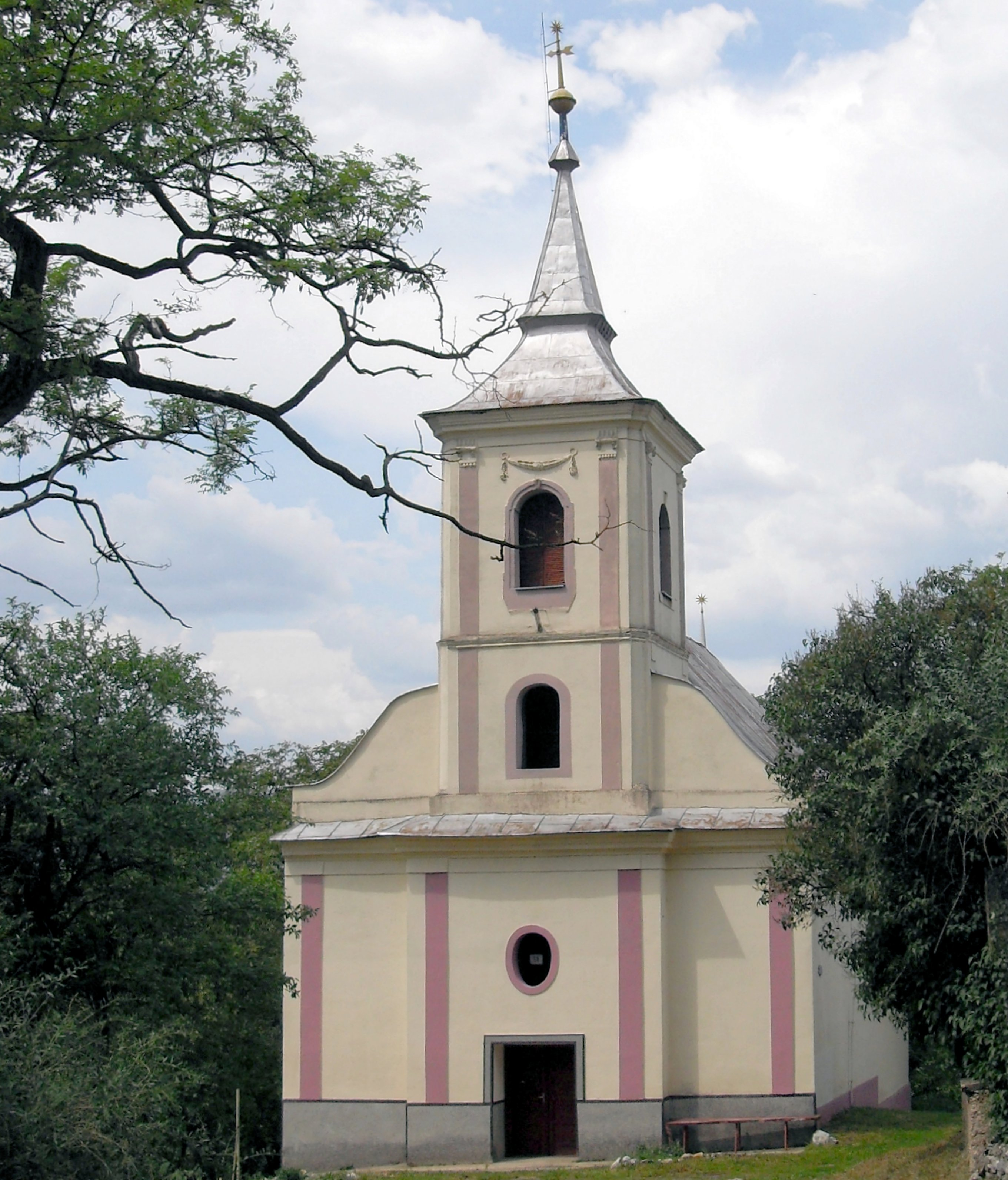
Református templom

- Református temploma 1810-ben épült klasszicista stílusban.
- Római katolikus templomát Koós Károly építette.
- Kastélya 1822-ben épült, klasszicista stílusban Koós Károly építette.